# Південно-Західний фронт ППО
Південно-Західний фронт ППО — оперативно-стратегічне об'єднання військ ППО у складі Червоної армії під час Німецько-радянської війни з 24 грудня 1944 до кінця війни.
Штаб фронту — Львів.

## Історія
Створений постановою ДКО від 24 грудня 1944 на базі Південного фронту ППО зі штабом у м. Львів. До складу фронту входили — 7 корпусів і 4 дивізії ППО, 2 винищувальних авіаційних корпуси і 6 винищувальних авіаційних дивізій.
За станом на 1 січня 1945 у військах фронту було понад 800 винищувачів, близько 4600 артилерійських зенітних гармат, і 2800 зенітних кулеметів, 1000 зенітних прожекторів і понад 200 аеростатів загородження.
На війська фронту покладалося завдання протиповітряної оборони найважливіших промислових районів і об'єктів півдня СРСР, а також комунікацій і баз постачання 1, 2, 3 і 4-го Українських фронтів.

## Командування
- Командувачі:
  - генерал-полковник артилерії Зашихін Г. С. (24 грудня 1944 — до кінця війни)
- Член Військової ради
  - генерал-лейтенант Гритчин Н. Ф. (весь період).
- Начальник штабу
  - генерал-майор Курьянов Н. Ф. (весь період).